# Colonia de artiști Solingen „Casa Neagră”

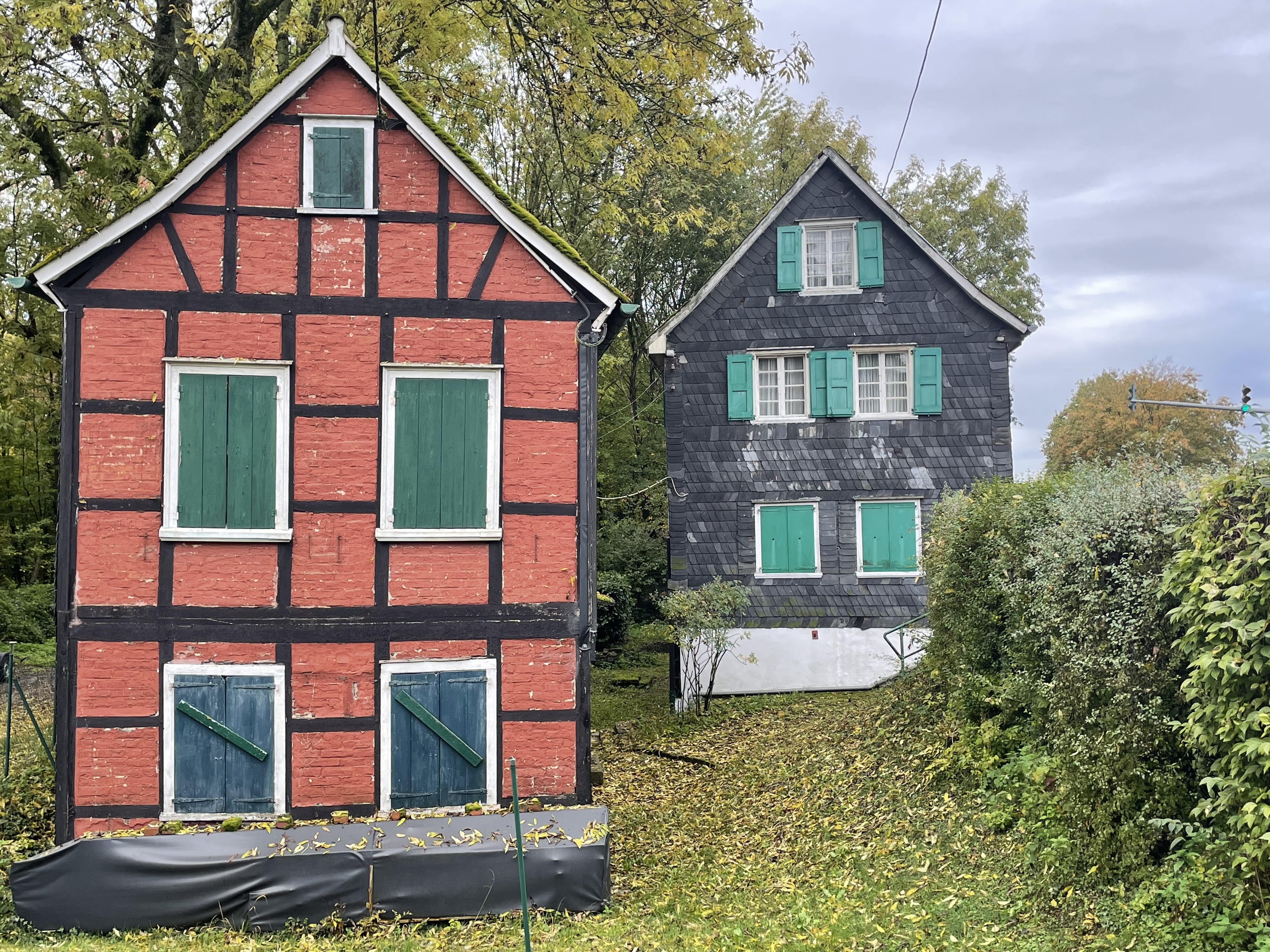
Casa Roșie și Casa Neagră – Punctul de referință al Coloniei de Artiști Solingen

Placă pe Casa Neagră

Colonia de artiști Solingen „Casa Neagră” („Schwarzes Haus”) desemnează un grup de pictori format din Erwin Bowien, Bettina Heinen-Ayech și Amud Uwe Millies, care s-a format în Solingen după Al Doilea Război Mondial.

## Locația

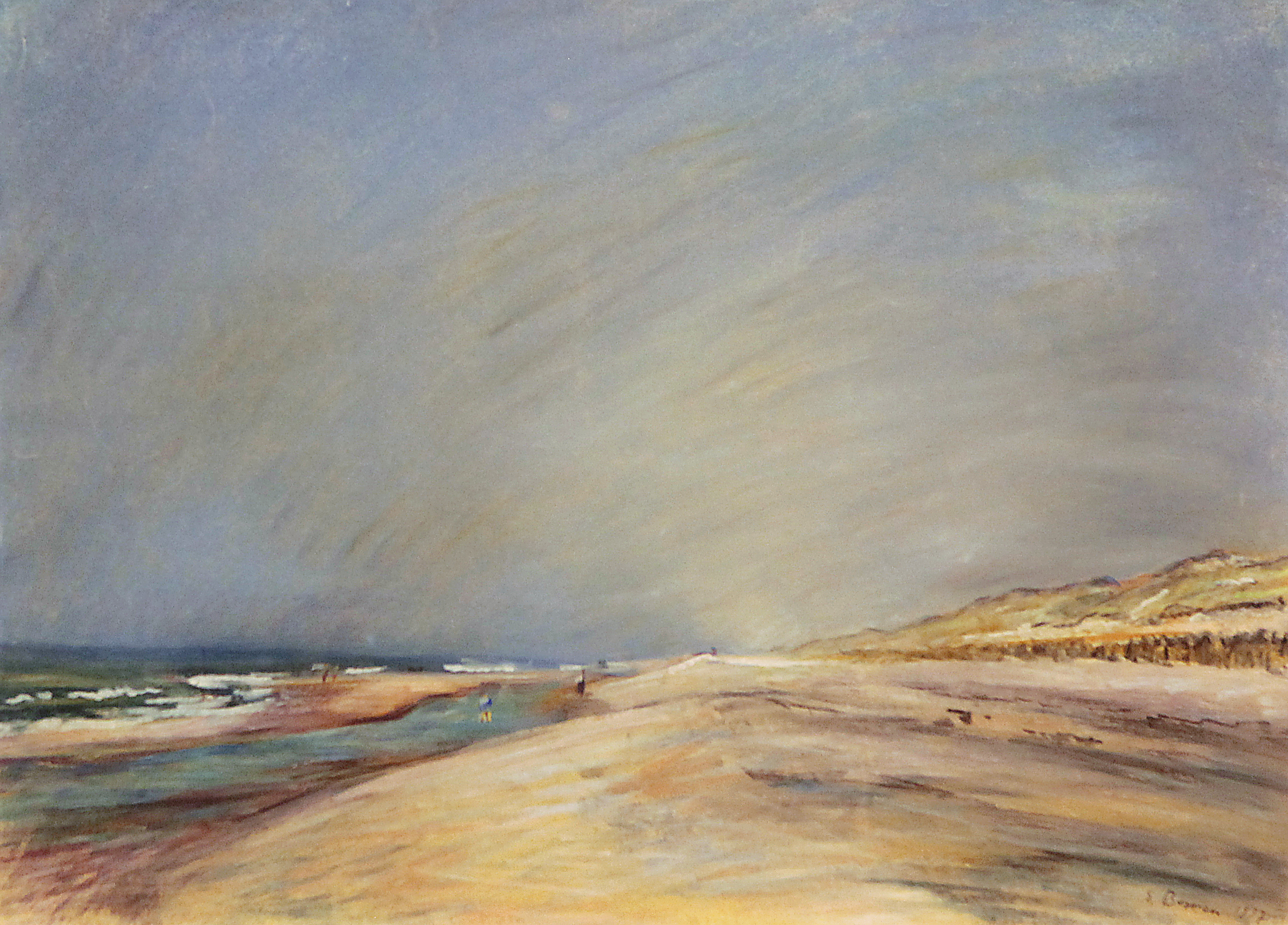
Egmond aan Zee, de Erwin Bowien (1937)

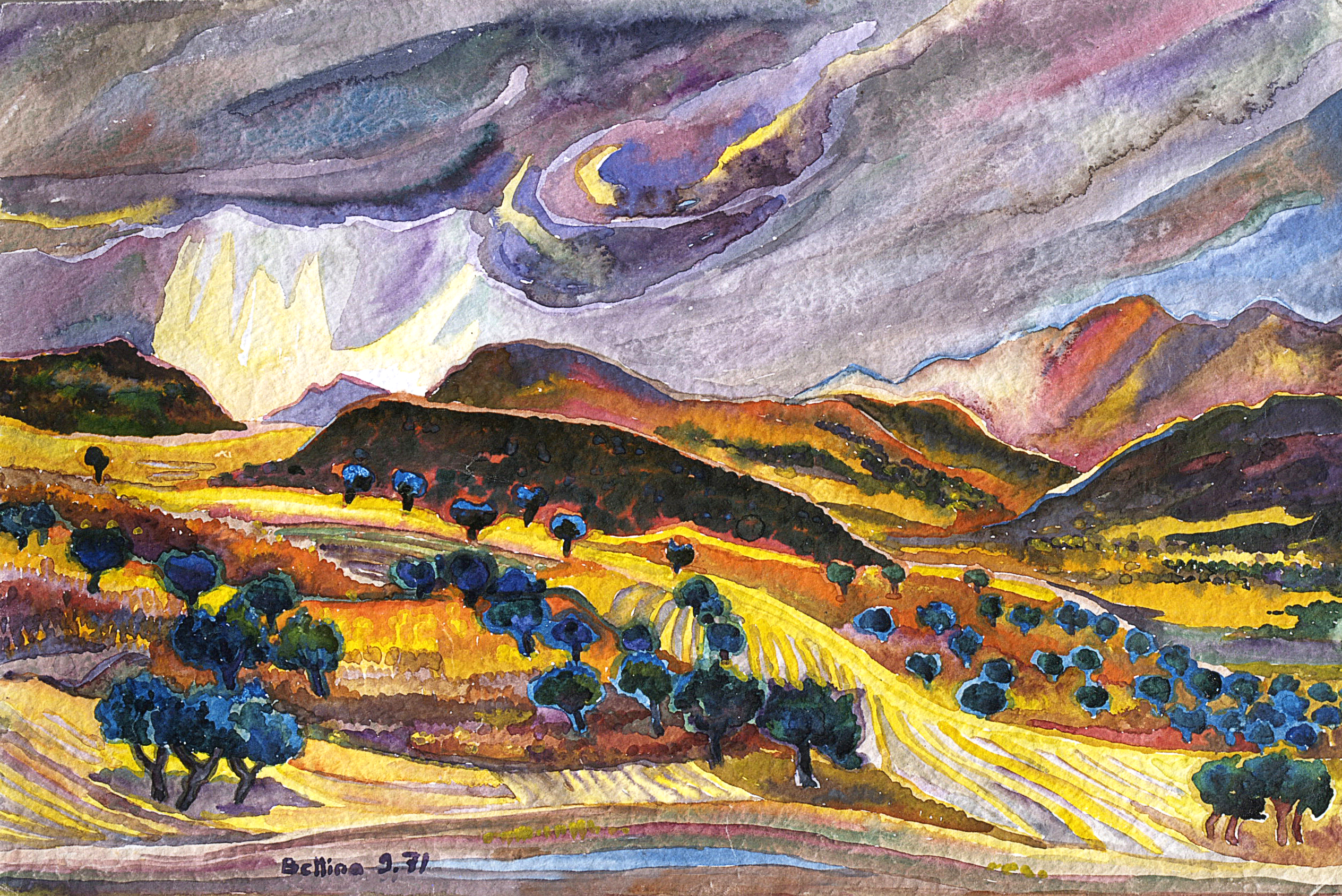
Furtună de vară în Algeria, de Bettina Heinen-Ayech (1974)

Punctul de plecare pentru Colonia de artiști a fost salonul literar-cultural al Ernei Heinen-Steinhoff (1898–1969) din Solingen și al soțului său, poetul și jurnalistul Hanns Heinen (1895–1961), unde se întâlneau inclusiv laureații Premiului Nobel Sigrid Undset și Rabindranath Tagore. La sfârșitul anilor 1920, pictorul Erwin Bowien s-a alăturat acestui cerc. În 1932, soții Heinen au achiziționat în cartierul Höhscheid din Solingen două case cu structură din lemn, cu valoare istorică. Aceste două clădiri, cunoscute sub numele de „Casa Roșie” și „Casa Neagră”, s-au transformat, timp de aproape 90 de ani, într-un punct de întâlnire pentru artiști, scriitori și intelectuali, servind și ca ateliere de creație. 

## Personalități
Bowien, Heinen-Ayech și Millies au format „Trio-ul de pictori” din Solingen. Contrar „tendinței artistice a vremii”, care favoriza abstracționismul, cei trei artiști au pictat în principal portrete, peisaje, scene urbane și imagini din viața cotidiană. 
În plus, Erwin Bowien a oferit o viziune ideologică unică acestei colonii artistice: S-a considerat încă de timpuriu un european, căutând dialogul cu alte culture, vorbea mai multe limbi și a fost un susținător activ al prieteniei dintre popoare. Bettina Heinen-Ayech, căsătorită cu un algerian, a petrecut mulți ani în Algeria, unde a creat picturi inspirate din peisajele locale. Uwe Millies a călătorit, începând cu anii 1960, în Europa de Est, Orientul Îndepărtat și America. Dintr-o călătorie în Egipt, a primit supranumele Amud (Baston). Împreună, cei trei au călătorit frecvent prin Europa: „Trio-ul a întreprins numeroase călătorii artistice împreună. Deși aparțineau unor generații diferite, legătura dintre ei era profundă.” Punctele centrale ale activității lor au fost cele două case din Solingen și regiunea Bergisches Land. 

## Moștenirea
În 2022, fiul Bettinei Heinen-Ayech, medicul din München Haroun Ayech, a fondat „Bettina Heinen–Ayech Foundation – Fundația pentru Artă, Cultură și Dialog Internațional”, pentru a păstra moștenirea artistică a coloniei. În februarie 2023, „Casa Neagră” a fost inclusă în „European Federation of Artists' Colonies”, iar puțin mai târziu a fost integrată în ruta culturală „Impressionisms Routes” a Consiliului Europei. 
Între octombrie 2024 și aprilie 2025, lucrările coloniei artistice din Solingen vor fi expuse pentru prima dată într-o expoziție comună la Galeria de Artă Dachau. La expozițiile de acolo, vizitatorii se așteaptă, conform Süddeutsche Zeitung, în mod obișnuit la „peisaje solitare pictate în ulei, încadrate în rame aurite, pajiști și lanțuri muntoase acoperite de nori, vaci rumegând.” Și de fapt ... Wuppertal! O punte metalică traversează un labirint urban de asfalt, lămpi stradale și clădiri comerciale impunătoare. Pe străzi se văd câteva mașini și trecători, un peisaj urban din 1961. Publicul este surprins.” Expoziția include și lucrări cu peisaje din Oberlandul Elvețian, Augsburg, Veneția, Norvegia, Nepal și alte regiuni. 

## Expoziții
- 2024 – Galeria de Artă Dachau: „Prin lume – Colonia de artiști Solingen”